# Spartaku Tiranë
El Spartak Tirana es un equipo de fútbol de Albania que juega en la Kategoria e Dytë, tercera división de fútbol en el país.

## Historia
Fue fundado en el año 1950 en la capital Tirana luego de finalizar la Segunda Guerra Mundial originalmente como un equipo de transportistas, y en 1954 juega por primera vez en la Kategoria Superiore, terminando en décimo lugar en su primera temporada.
En 1955 el club desciende de categoría al quedar de 14º lugar entre 16 equipos, pero regresa dos temporadas después a la máxima categoría para quedar en último lugar entre 8 equipos, y posteriormente el club desaparece en 1959 debido a la reorganización deportiva en Albania entre 1959 y 1960, la que provocó que la mayor parte de sus jugadores se fueran al 17 Nentori (hoy conocido como SK Tirana).
En el año 2012 el club fue refundado por Artan Vangjeli, Telman Perleka, Rezart Sejdini, Leonard Haroku, Gilbert Hysko bajo el patrocinio de la empresa IDS Group dirigida por Agron Shehaj y Fatmir Lamcja y desde entonces juegan en la tercera división.

## Palmarés
- Albanian First Division: 2

1953, 1956
- Albanian Third Division: 1

2016 - 2017

## Jugadores

### Jugadores destacados
- Loro Boriçi (1957)
- Isuf Borova (1957)